# 住吉新地
住吉新地（すみよししんち）は、大阪府大阪市住之江区浜口東に存在した遊廓。その歴史は1922年（大正11年）に遡り、1958年（昭和33年）の売春禁止法施行まで続いた。大正時代後期には盛況を見せ、800名の芸妓を抱えた。

## 概要
住之江区東部に位置し北に粉浜、南に西住之江、西に浜口西、東に安立と接している。住吉新地のあった場所は現在は住宅街となっており、散策すると当時を思わせる建築物が複数存在するがかつてのそれであるかは不明である。周辺の他の地域と比較すると料亭や旅館のような佇まいの民家が多い。

## 歴史

### 誕生
江戸時代まで大阪に遊廓は散在していが、明治時代に入ると大阪府が法改正と整理統合を始め指定箇所以外を禁じるようになり、明治30年代（1897年 - 1906年）までには遊廓は北新地と新町、堀江、南地五花街、松島のみの5か所となった。しかし1912年（明治45年）に南地五花街で火災が発生し一部が焼失する。すると遊廓の新設や移転が問題となり様々な利権が絡んだ結果、1915年（大正4年）に飛田新地に許可が、1922年（大正11年）に新世界の南陽新地、そして住吉新地にも同年に許可が下りた。
住吉新地が選ばれた理由は既にこの地でそれに似た営業を行っていたからである。住之江区浜口東周辺は1800年以上の歴史を誇る住吉大社の門前町であり、古くから栄えた。そのため参拝客をもてなす茶屋が軒を連ねそこでは女中が着飾り接客をしていたとされる。また紀州街道に面することから古来より往来が多く、白砂青松の景観に優れたこの地は著名な料理屋が多く存在した。その様子は江戸時代に十返舎一九によって書かれた『東海道中膝栗毛』からわかり、物語の主人公の弥次さんと喜多さんが現在の住吉区東粉浜に存在した三文字屋で騒ぎを起こすエピソードがある。

### 移転
1934年（昭和9年）に同地付近に国道16号（現在の国道26号）が開通することや都市計画のため移転を命じられる。浜口東から西に数百メートル離れた現在の住之江区御崎に移転したが同年に襲来した室戸台風の影響で移転することがままならなかった店が多かった。

### 消滅
第二次世界大戦の参戦に伴い人手不足から遊廓としての機能が一部停止し、戦争末期には完全に機能が停止となった。しかし戦後、1945年（昭和20年）3月から8月までアメリカ軍によって繰り返し行われた大阪大空襲により他の遊廓が被害を受けたことにより芸妓が流入し、営業を再開することになる。いったん復活したもののかつての栄華を取り戻すことはなく、1958年（昭和33年）の売春禁止法の成立とともに住吉新地は消滅した。昭和30年後半（1960年代前半）には遊廓をしのばせる雰囲気はほぼなくなっていたとされる。
かつての茶屋は遊廓としての機能は失ったが旅館や料理屋として営業を続けた。次第に客足は遠のき、そのほとんどは営業をやめて民家となった。

### エピソード
住吉大社と住吉新地の関係は大きい。1929年（昭和4年）に住吉新地の同盟組合は100年以上、途絶えていた夏越祓（なごしのはらい）神事を復活させた。傘下の芸妓たちを動員し、神事の後は周辺を練り歩き行事に花を添えた。住吉大社は遊廓がスポンサーとなった行事が多く、各地の遊廓からも芸妓が派遣され大きな役を務めた。